# Instituto de Nutrición de Centro América y Panamá
El Instituto de Nutrición de Centro América y Panamá (INCAP) es un organismo multinacional, científico y técnico, especializado en Alimentación, Nutrición y Seguridad Alimentaria y Nutricional perteneciente al Sistema de la Integración Centroamericana (SICA). 
El INCAP tiene su sede en la ciudad de Guatemala; cuenta con oficinas representativas en: El Salvador, Honduras, Nicaragua, Costa Rica, Panamá, Belice y República Dominicana.
Su misión es apoyar los esfuerzos de los Estados miembros, mediante la cooperación científico-técnica para alcanzar y mantener la Seguridad Alimentaria Nutricional de sus respectivos pueblos.

## Seguridad alimentaria y nutricional
Busca la seguridad alimentaria mediante el desarrollo de todas las funciones básicas que le fueron asignadas: Investigación, Asistencia Técnica, Formación y Desarrollo de Recursos Humanos, Información y Comunicación.

## Historia
El Instituto de Nutrición de Centro América y Panamá (INCAP) fue creado en 1949, como respuesta a la grave situación de desnutrición en la región centroamericana, a través del primer convenio básico, por los países de Centroamérica y la Organización Panamericana de la Salud (OPS-OMS), con el apoyo de la Fundación Rockefeller y la Fundación W.K. Kellogg. El convenio básico fue actualizado en 1998 y sigue en vigencia.
En cumplimiento de su misión, fomenta el diálogo y las alianzas con los ministerios de salud y otras instituciones y organizaciones, ejerciendo abogacía desde el trabajo científico-técnico y colaborativo con entidades gubernamentales y no gubernamentales, organizaciones sociales de base y sector privado, en apoyo al combate de los problemas alimentarios y nutricionales en estos países, dado que las causas y determinantes sociales de los problemas de la malnutrición son múltiples y requieren acción proactiva de actores sociales diversos.

### Estudio de nutrición INCAP 1966-1977
Como parte de su misión, el INCAP comenzó en 1966 un proyecto de estudio del mejoramiento de la nutrición en pueblos de Guatemala. Estas poblaciones estaban caracterizadas por tener dietas deficientes, alta tasa de infecciones y retardo de crecimiento de los niños menores de 3 años de edad. 
Esta intervención, conocida como “estudio INCAP” estuvo dirigida a la población en riesgo de embarazadas y niños menores de 7 años. 
Este fue un estudio pionero en Centroamérica y único por sus características de estudio longitudinal, extendido en el tiempo a lo largo de 10 años (Martorell 1995).
Dos poblaciones recibieron suplemento hiperproteico, hipercalórico y vitaminado llamado “atole”, en tanto otras dos poblaciones recibieron suplemento carente de proteína, hipocalórico sólo vitaminado llamado “fresco”.
Este largo estudio está considerado aún hoy, como una valiosa fuente de información sobre los efectos de la nutrición, el crecimiento y el desarrollo para todo el mundo subdesarrollado (Ramírez 2010).

#### Seguimiento del “estudio INCAP” en 1988-1989
Se realizó cuando los integrantes originales de la intervención tenían ya entre 11 y 26 años. Mostró efectos significativos en tamaño corporal y función intelectual. En la adolescencia los suplementados con el llamado “atole” (suplemento hiperproteico, hipercalórico), eran más altos y pesaban más, que aquellos otros que recibieron el llamado “fresco” (suplemento sin proteínas, hipocalórico). Lograron escores más altos en test lectura, numeración y vocabulario.

#### Seguimiento del “estudio INCAP” en 2002-2004
Se realizó cuando los integrantes originales del studio tenían ya entre 26 y 42 años de edad. estuvo enfocado en la escolaridad y la productividad laboral. Los que recibieron atole antes de los tres años de edad, pero no después de los tres años, mostraban mayor escolaridad y mejor comprensión lectora.
Este estudio demostró que una intervención en nutrición que aumentó la ganancia de estatura en los primeros años de vida, también resultó en una mejora significativa sobre varios tests de funcionamiento intelectual a los 11 a 26 años de edad y en comprensión lectora y en puntuación de inteligencia a los 26 a 42 años de edad.

#### Seguimiento del “estudio INCAP” en 2006-2007
Se realizó sobre los efectos intergeneracionales. Demostró que las mujeres que recibieron “atole” (suplemento hiperproteico, hipercalórico), antes de los siete años de edad, tuvieron hijos de mayor peso y de mayor tamaño al nacer.

#### Lecciones y aprendizajes
Los estudios INCAP demostraron que las intervenciones en la nutrición, durante las etapas críticas del embarazo y los 2 primeros años de la vida, tienen un impacto inmediato sobre resultados clave como: la supervivencia, el peso al nacer, el crecimiento del niño, y el desarrollo motor. Luego un impacto a mediano plazo en la adolescencia, sobre el desarrollo físico y cognitivo.
Este estudio está considerado aún hoy, como una valiosa fuente de información sobre los efectos de la nutrición, el crecimiento y el desarrollo para todo el mundo subdesarrollado (Ramírez 2010).

## Planes de alimentación y nutrición
El INCAP da colaboración técnica especializada en los problemas alimentarios y nutricionales como: desnutrición, deficiencias de micronutrientes, sobrepeso y obesidad así como en la prevención de enfermedades no transmisibles relacionadas con la alimentación y nutrición, con enfoque integral. El Instituto trabaja con los Estados miembros en la movilización de recursos, para poner en práctica los planes y políticas en alimentación y nutrición, así como en las situaciones de emergencia y crisis alimentarias y otras iniciativas vinculadas a la construcción de la Seguridad Alimentaria Nutricional.

## Investigación y formación
Como parte fundamental de su misión, desarrolla la promoción, el diseño, la ejecución y la asesoría en proyectos de investigación científica y soporte científico-técnico. Para ello trabaja con organismos de las Naciones Unidas, de la integración Centro Americana tales como el Banco Interamericano de Desarrollo, organismos de Cooperación multilateral y bilateral de diversos gobiernos, como la USAID, Canadá, así como Organismos No Gubernamentales.
A lo largo de su historia, el INCAP ha desarrollado la Formación y Capacitación de Recursos Humanos de la Región en los campos de Alimentación, Nutrición y Seguridad Alimentaria Nutricional, con participantes centroamericanos y centroamericanas que, posteriormente, han laborado y generado iniciativas en instituciones y programas de Seguridad Alimentaria Nutricional, en los países miembros.

## Principales objetivos 2012-2032
Dentro de los énfasis del INCAP se identifican:
- La Política de Seguridad Alimentaria y Nutricional de Centroamérica y República Dominicana 2012-2032.
- La Gestión del conocimiento en nutrición y sus determinantes, la cual vincula procesos y acciones de

Prevención y control de deficiencias de micronutrientes,
Formación y Desarrollo de Recursos Humanos,
Enfermedades crónicas relacionadas con la nutrición y
Vigilancia alimentaria y nutricional.
- El desarrollo institucional.